# Walmolen (Sas van Gent)
De Walmolen is een molenrestant te Sas van Gent, gelegen nabij Westdam 6.
Dit is de derde van een reeks windmolens die zich bevond op het bastion Generaliteit, dat deel uitmaakte van de vroegere vesting. De eerste, een standerdmolen, werd omstreeks 1690 gebouwd, maar waaide om in 1747. In 1751 werd een nieuwe molen van het type grondzeiler gebouwd, die in 1828 werd afgebroken om door een nieuwe molen te worden vervangen, waarvan de resten tegenwoordig nog bestaan. Ook op een tweetal andere bastions hebben windmolens gestaan.
De molen was oorspronkelijk een achtkante houten bovenkruier. Hij werd gebruikt als gerstmolen, pelmolen en snuifmolen. Reeds in 1829 werd de molen verkocht en vervolgens verbouwd tot een achtkante stenen bovenkruier. Het was een kettingkruier die in 1902 werd omgebouwd tot buitenkruier. Nadien fungeerde hij als korenmolen. De molen werd echter in 1944 beschadigd door oorlogsgeweld en sindsdien restte nog de romp.